# Prémio Andrómeda de narrativa
O Prêmio Andrómeda de narrativa (Premi Andròmina de narrativa, em catalão) é um prêmio literário em língua catalã organizado por Edicions 3 e 4, e entregue no evento dos Prêmios Outubro que se celebram todos os anos na Comunidade Valenciana.
Ao prêmio podem concorrer toda as obras inéditas escritas em catalão, nas diversas modalidades de narrativa e tem como dotação 12.000 euros e uma escultura do artista Andreu Alfaro.

## Vencedores
- 1973 Amadeu Fabregat, por Assaig d'aproximació a 'Falhes folles fetes foc
- 1974 Joan Francesc Olha, por Els cucs de seda
- 1975 Carmelina Sánchez-Cutillas, por Matèria de Bretanya
- 1976 Isa Tròlec, por Ramona Rosbif
- 1977 Josep Piera, por Rondalla do retorn
- 1978 Declarado deserto.
- 1979 Josep Lozano, por Crim de Germania
- 1980 Ignasi Risse, por Honorable míster R
- 1981 Rafael Ventura Melià, por Àmbit perdurável
- 1982 Joan M. Monjo, por Ducat d'ombres
- 1983 Josep Franco, por Calidoscopi
- 1984 Jaume Santandreu, por Mamil·a, encara
- 1985 Ricard Creus, por L'ocell
- 1986 Declarado deserto
- 1987 Gemma Lienas, por Vol nocturn
- 1988 Isabel Olesti, por Desfici
- 1989 Maria da Pau Janer, por L'hora dels eclipsis
- 1990 Antoni-Lluc Ferrer, por Perfum romanial
- 1991 Ponç Puigdevall, por Um silenci sec
- 1992 Antoni Dalmases, por L'ultima primavera
- 1993 Rafael Escobar, por L'últim muetzí
- 1994 Víctor Batallé, por Três d'amor
- 1995 Miquel Mas Ferrà, por Camí de palau
- 1996 Vicent Josep Escartí Soriano, por Espècies perdudes
- 1997 Martí Domínguez Romero, por Lhes confidències do comte de Buffon
- 1998 Josep Pujol Coll, por Tatuatges
- 1999 Matthew Tree, por Ela vê quan vol
- 2000 Não atribuído
- 2001 Isabel-Clara Simó, por L'home que ensumava dons
- 2002 Vicent Ou L'Estrep só, por Crònica da devastació
- 2003 Toni Cucarella, por Quina lenta agonia a dels ametllers perduts
- 2004 Jordi Joan Miralles, por L'Altíssim
- 2005 Joan Olivares, por L'Estrep (Pòlvora de Rei)
- 2006 David Nel·o, pela geografia de lhes veus
- 2007 David Vilaseca, por L'aprenentatge da soledat
- 2010 Raquel Ricart, por Lhes ratlles da vida
- 2011 Daniel O'Hara por El poder excloent de l'essa sorda
- 2012: Ex aequo Josep-Lluís Carod-Rovira por La passió italiana e Tomàs Llopis por Hi ha morts que pesen cent anys1
- 2014: Juli Alandes por Trencatenebres
- 2015: Miquel Àngel Estradé por L'assassí que llegia Vidal Vidal
- 2016: Josep Franco por La vida és dura
- 2017: Vicent Pallarés i Porcar por Les llàgrimes d'Orfeu;
- 2018: Salvador Company por Fons de formes[1];
- 2019: Josep Colomer por Les espines del peix[2]
- 2020: Ramon Ramon por No sé què mor [3]